# Michael Young (Basketballspieler)

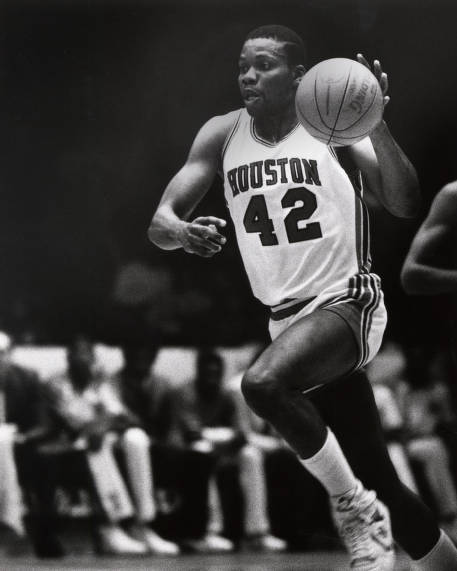
Michael Young als Spieler der University of Houston

Michael Wayne Young (* 2. Januar 1961 in Houston) ist ein ehemaliger US-amerikanischer Basketballspieler.

## Leben
Young, ein zwei Meter messender Flügelspieler, gehörte von 1980 bis 1984 der Hochschulmannschaft der University of Houston im US-Bundesstaat Texas an. Er stand 129 Mal in der Anfangsaufstellung und bestritt insgesamt 4498 Einsatzminuten für die Hochschulmannschaft, mit beiden Werten stellte er Bestmarken der University of Houston auf. Young kam auf 2043 Punkte und setzte sich damit auf den dritten Platz der ewigen Korbjägerliste der Hochschulmannschaft. Seinen höchsten Saisonpunktwert verbuchte er 1983/84 mit 19,8 je Begegnung und wies damit einen besseren Wert als sein Mannschaftskamerad Hakeem Olajuwon auf. Zweimal zog Young mit Houston im Laufe seiner Collegezeit (1983 und 1984) ins NCAA-Endspiel ein, verlor aber jeweils.
Beim Draftverfahren der NBA im Jahr 1984 gingen die Rechte an Young in der ersten Auswahlrunde (24. Stelle) an die Boston Celtics. Sein Kollege aus Unitagen, Hakeem Olajuwon, wurde an erster Stelle ausgesucht. Young gelang der Sprung in Bostons NBA-Kader nicht, Ende Oktober 1984 wurde er aus dem Aufgebot gestrichen. Er wurde von den Phoenix Suns unter Vertrag genommen, für die er in der NBA-Saison 84/85 zwei Spiele bestritt, während er hauptsächlich für die Detroit Spirits in der Continental Basketball Association (CBA) spielte. Das Spieljahr 1985/86 verlief ebenfalls zweigleisig: Bei den Detroit Spirits war Young Leistungsträger und erzielte 26,8 Punkte pro Partie, führte die CBA in erzielten Punkten an, zusätzlich war er kurzzeitig für die Philadelphia 76ers tätig, mit denen er zwei NBA-Spiele bestritt.
1986/87 spielte Linkshänder Young auf den Philippinen für die Mannschaft Manila Beer und machte dort ebenfalls mit seiner Offensivstärke auf sich aufmerksam. In der Saison 1987/88 stand er beim spanischen Erstligisten Fórum Filatélico Valladolid unter Vertrag, er erzielte in 30 Ligaspielen im Schnitt 23,3 Punkte je Begegnung. Auch 1988/89 spielte er zeitweise in Valladolid (23,9 Punkte/Spiel in 18 Einsätzen), zudem bestritt er 21 Spiele für den italienischen Erstligisten Fantoni Udinese (26,7 Punkte/Spiel).
Young ging vorerst in sein Heimatland zurück und versuchte noch einmal den Sprung in die NBA. Während des Spieljahres 1989/90 trug er in 45 Partien die Farben der Los Angeles Clippers und erzielte 4,9 Punkte je Begegnung. In der Saison 1990/91 erhielt er keinen NBA-Vertrag. Young bestritt neun Spiele für Sioux Falls Skyforce in der CBA und 28 Einsätze für Panasonic Reggio Calabria in der zweiten Liga Italiens. Er überragte in Reggio Calabria mit 33,5 Punkten pro Spiel und stand auch 1991/92 dort unter Vertrag. Young bewies abermals seine Qualität im Abschluss und erzielte in seinem zweiten Jahr in Reggio Calabria 27,5 Punkte je Begegnung.
1992 wechselte der US-Amerikaner zu Limoges CSP nach Frankreich. In der französischen Liga kam Young 1992/93 auf 18,5 Punkte je Begegnung und gewann mit CSP den Meistertitel. Er wurde in dieser Saison als bester ausländischer Spieler der französischen Liga ausgezeichnet. Mit Limoges wurde er im selben Jahr auch Europapokalsieger der Landesmeister, was als große Überraschung eingestuft wurde. 1994 und 1995 siegte er mit der Mannschaft auch im französischen Pokalbewerb. Später wurde er in die Ruhmeshalle von Limoges CSP aufgenommen. Young blieb bis 1995 in Limoges, 1994 wurde er mit der Mannschaft wieder französischer Meister und erhielt erneut die Auszeichnung als bester Ausländer der Liga. In der Sommerpause 1995 wechselte Young innerhalb des Landes und der Liga zu Basket CRO Lyon. Dort blieb er ein Jahr und spielte 1996/97 dann bei Faber Fabriano in Italiens zweiter Liga. 1997/98 stand der US-Amerikaner bei Maccabi Givat Shmuel in Israel unter Vertrag.
Nach dem Ende seiner Spielerlaufbahn arbeitete er von 1998 bis 2013 an der University of Houston: Zunächst war er ein Jahr Co-Trainer, dann fünf Jahre für das Kraft- und Konditionstraining zuständig, anschließend kümmerte er sich als Direktor um die täglichen Abläufe der Mannschaft. Das Arbeitsverhältnis zwischen Young und der Hochschule endete 2013 in einem Rechtsstreit. Zu einer Gerichtsverhandlung kam es in der Sache aber nicht.